# Paranthura maculosa
Paranthura maculosa är en kräftdjursart som beskrevs av Nunomura 1974. Paranthura maculosa ingår i släktet Paranthura och familjen Paranthuridae. Inga underarter finns listade i Catalogue of Life.